# Michail Tarielovič Loris-Melikov
Michail Tarielovič Loris-Melikov (in russo Михаил Тариелович Лорис-Меликов? in armeno Միքայել Լորիս-Մելիքով? in georgiano მიხეილ ტარიელის ძე ლორის-მელიქიშვილი?; Tiflis, 1º gennaio 1826 – Nizza, 22 dicembre 1888) è stato un politico e generale russo naturalizzato armeno fu ministro dell'Interno dal 1880 al 1881 e membro del Consiglio di Stato.

## Biografia

### Famiglia e gioventù
Michail Loris-Melikov proveniva da una famiglia nobile armena, che dal XIV secolo erano principi di Lori; erano provenienti dalla dinastia monarchica armena dei Bagratidi, dal ramo dei principi Zacharian, capi ereditari delle armate georgiane nei secoli XII e XIII. Nella nobiltà russa la famiglia dei Loris-Melikovs (tradotto dal georgiano "i principi di Lori") fu ammessa nel 1832. Michail nacque a Tiflis il 1º gennaio 1826, era figlio del principe Zohrab Melikov e della principessa Ekaterina Achverdova.
Michail studiò a San Pietroburgo prima all'Istituto Lazarev di lingue orientali, poi all'Istituto per cadetti della Guardia. Nel 1843, finiti gli studi si unì a un reggimento di ussari; nel 1847 fu inviato nel Caucaso dove rimase per più di vent'anni, qui si fece la reputazione di un ufficiale di cavalleria distinto ed amministratore capace. Nel 1861 fu messo a capo del Daghestan del sud e venne nominato sindaco di Derbent. Poi nel 1863 fu messo capo della regione di Tersk. Nel 1875 divenne generale di cavalleria.

### La guerra russo-turca
Loris-Melikov durante la guerra russo-turca (1877-1878) era comandante delle azioni militari nel Caucaso. Dopo aver preso la fortezza di Ardahan, fu respinto da Ahmed Pasha Muhtar a Zevin, ma successivamente lo sconfisse a l'Agiaria, prese d'assalto Kars, e pose sotto assedio Erzerum. Per i successi ottenuti fu ricompensato con il titolo di conte, inoltre fu decorato coll'Ordine di San Giorgio di 2ª classe per la vittoria in Agiaria (27 ottobre 1877).

### La carriera amministrativa e la morte
Nel 1879 Loris-Melikov divenne temporaneamente governatore generale della regione del Basso Volga per combattere un'epidemia di peste. I suoi provvedimenti furono talmente efficaci che fu trasferito nelle province della Russia centrale (Astrachan', Saratov, Samara e Kiev), in qualità di governatore generale con poteri illimitati, per combattere i rivoluzionari che con l'uso del terrorismo erano riusciti ad assassinare il governatore di Kharkov.

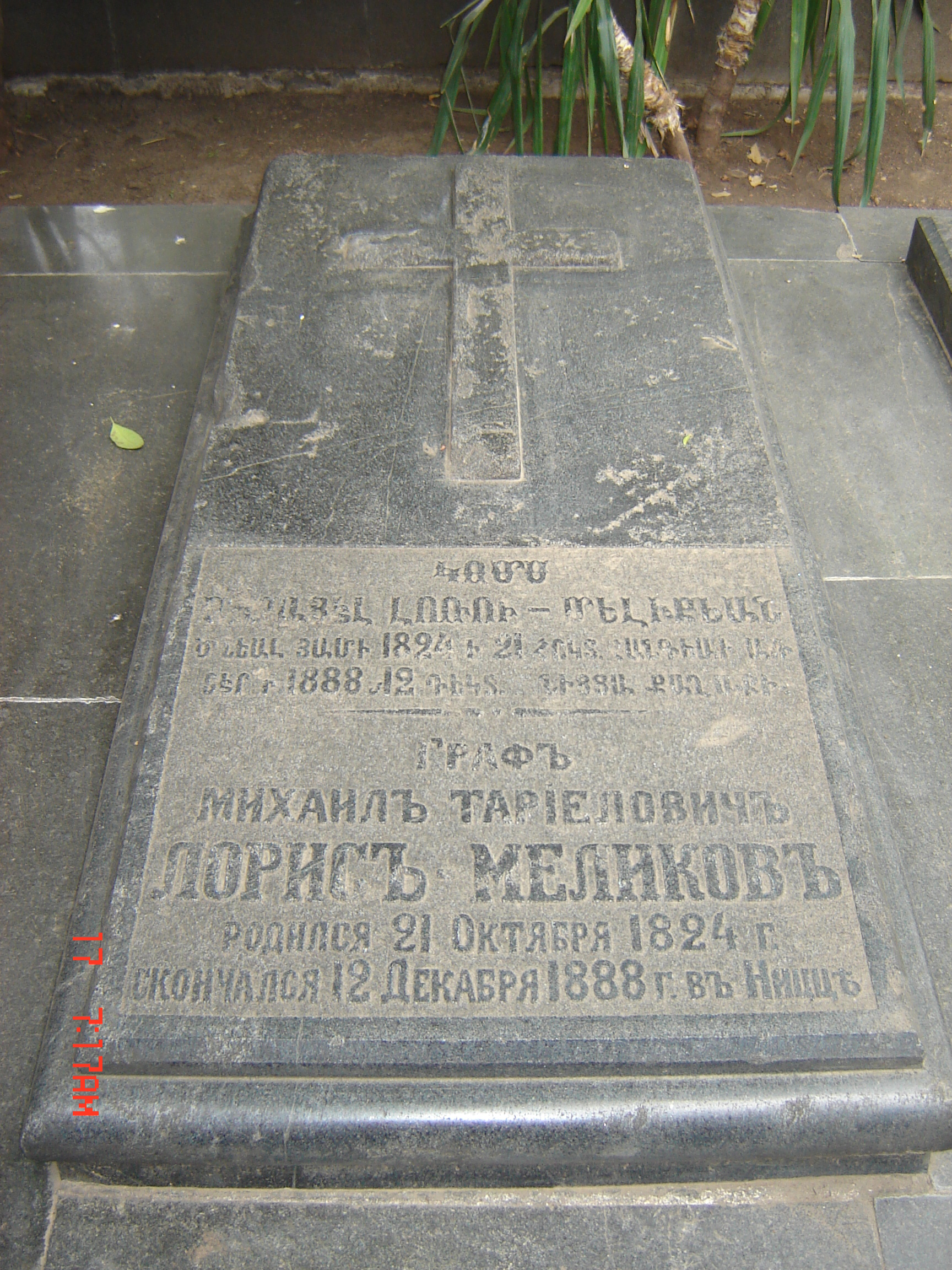
La tomba di Loris-Melikov nella cattedrale di San Giorgio a Tbilisi.

Il successo ottenuto lo portò alla nomina di capo della Commissione suprema amministrativa creata a San Pietroburgo dopo l'attentato nel Palazzo d'Inverno del 17 febbraio 1880, che aveva come bersaglio lo zar Alessandro II (1855-1881). Come nel Caucaso mostrò una decisa preferenza per l'impiego di metodi legali, piuttosto che misure straordinarie, anche dopo l'attentato alla sua vita. Credeva che la politica migliore fosse eliminare le cause del malcontento popolare, per cui consigliò allo zar un grande schema di riforme amministrative ed economiche. Alessandro II che cominciava a perdere la fede nell'efficacia della repressione poliziesca finora impiegata, accettò il suggerimento, per questo quando la Commissione suprema fu sciolta nell'agosto 1880, nominò Loris-Melikov ministro dell'Interno con poteri eccezionali (6 agosto).
Si iniziò subito a lavorare sulle riforme, ma non furono mai applicate, visto che il giorno (13 marzo 1881) in cui Alessandro II firmò un ukaz per la creazione di diverse commissioni, composte da funzionari e privati eminenti, per preparare le riforme in vari rami dell'amministrazione. L'impianto riformistico di Loris-Melikov non avrebbe in ogni caso intaccato il principio autocratico. Alessandro II fu assassinato da militanti di Narodnaja volja, e il suo successore, Alessandro III (1881-1894), subito adottò una politica fortemente anti-riformista. Quando dopo pochi mesi il nuovo zar iniziò a disfare alcune delle riforme di Alessandro II, il conte Loris-Melikov si dimise e si ritirò a vita privata a Nizza in Francia, dove morì il 22 dicembre 1888, fu poi sepolto a Tiflis nella cattedrale di San Giorgio.